# Berkemeyer

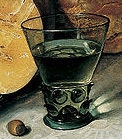
Berkemeyer ohne gezackten Fußring. Detail aus Floris van Dyck: Stillleben mit Früchten, Brot und Käse, 1613

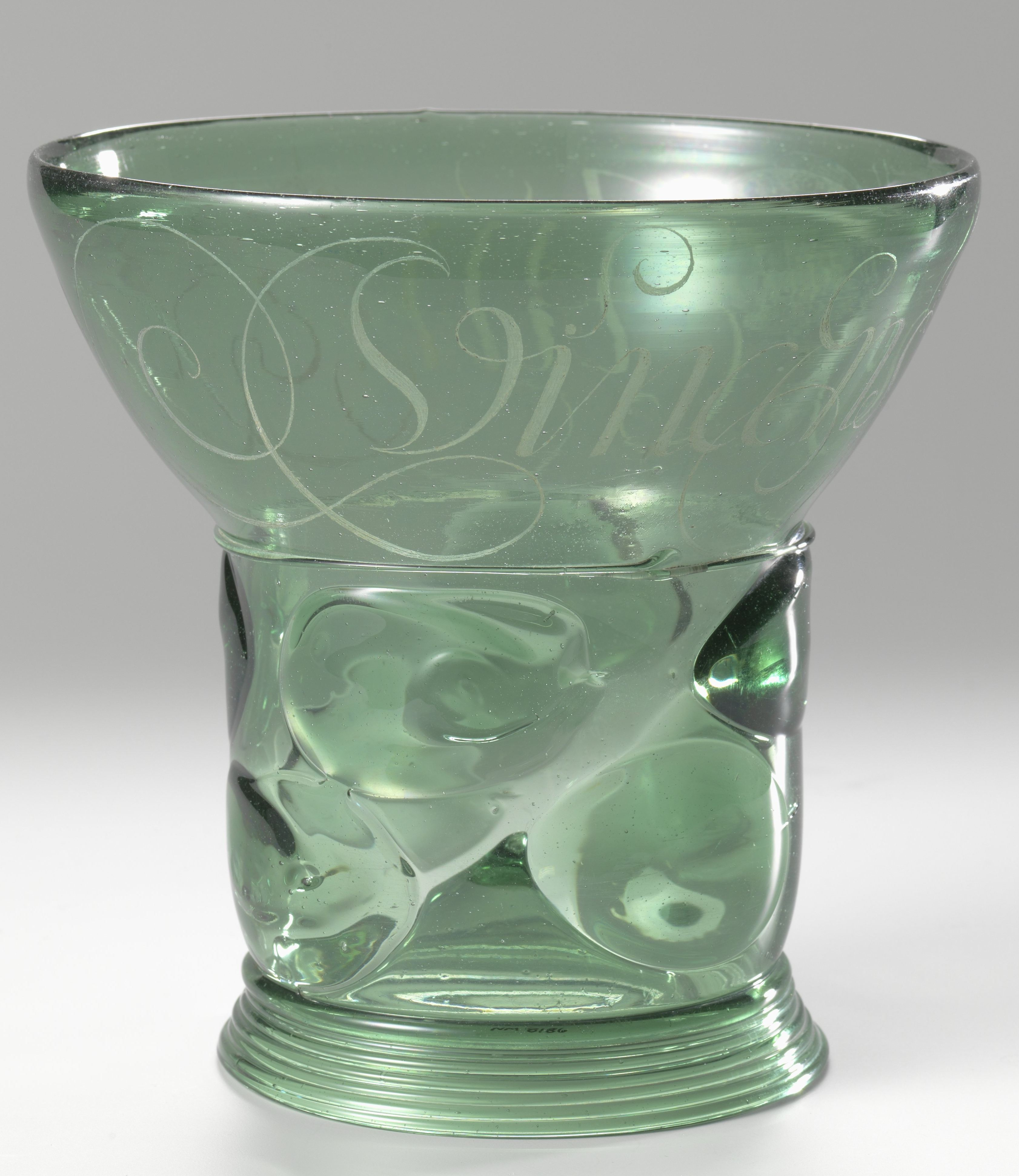
Berkemeyer, 1648 graviert von Anna Roemers Visscher (Rijksmuseum Amsterdam)

Berkemeyer bezeichnet eine nordeuropäische Trinkglasform, die im 16. und 17. Jahrhundert im Gebrauch war. Sie ist eine Variante des Nuppenbechers. Der Berkemeyer löste den Krautstrunk als Glasform ab und war Vorläufer des Römers.
Im Gegensatz zum Krautstrunk besitzt der Berkemeyer nur am Hohlschaft Nuppen; im Gegensatz zum Römer läuft seine Lippe konisch aus und wurde erst in der Übergangszeit leicht bauchig. Oft weist der Berkemeyer einen gezackten oder tropfenförmig ausgezogenen Fußring auf. Zunächst wurden die Berkemeyer mit einem Rautenmuster verziert. Diese Gestaltung nahm aber ab und ist nur bis zum zweiten Drittel des 16. Jahrhunderts nachweisbar.
Als Material wurde Waldglas bevorzugt, obwohl zumindest in Deutschland die Herstellung von farblosem Glas bekannt war. Es existieren auch Berkemeyer-Kopien aus Steinzeug aus dem 16. und 17. Jahrhundert.